# Encantadia
Encantadia är en filippinsk TV-serie som sändes på GMA Network från 2005. Dingdong Dantes, Karylle, Sunshine Dizon, Iza Calzado, Diana Zubiri, Mark Herras, Jennylyn Mercado och Yasmien Kurdi i huvudrollerna.

## Rollista (i urval)
- Dingdong Dantes - Ybarro/Ybrahim
- Karylle - Alena
- Sunshine Dizon - Pirena
- Iza Calzado - Amihan
- Diana Zubiri - Danaya
- Mark Herras - Anthony
- Jennylyn Mercado - Lira/Milagros
- Yasmien Kurdi - Mira